# NGC 2573
NGC 2573, auch Polarissima Australis genannt, ist eine Balken-Spiralgalaxie vom Hubble-Typ SBc im Sternbild  Oktant. Sie ist schätzungsweise 101 Millionen Lichtjahre von der Milchstraße entfernt.
Das Objekt wurde am 29. März 1837 von John Herschel entdeckt.
NGC 2573 wird als Polarissima Australis bezeichnet, da es von allen NGC-Objekten den geringsten Abstand zum südlichen Himmelspol aufweist. Das entsprechende Gegenstück für den Nordhimmel ist NGC 3172. 